# 30 d'Hèrcules
30 d'Hèrcules (30 Herculis) és un estel a la constel·lació d'Hèrcules de magnitud aparent +4,83. S'hi troba a 360 anys llum de distància del sistema solar.
30 d'Hèrcules és una gegant vermella de tipus espectral M6III amb una temperatura efectiva de 3.146 K. És una autèntica gegant amb un nucli inert de carboni; té un radi 228 vegades més gran que el radi solar, equivalent a 1,06 ua, una mica més de la distància entre la Terra i el Sol. No obstant això, no és un estel molt massiu; hom pensa que quan va néixer la seva massa no era gaire major d'1 o 2 masses solars. A l'actualitat perd massa a causa del fort vent estel·lar que bufa des de la seva superfície a raó de 2,6 deumilionèsimes de la massa solar cada any. Aquest vent ha format una gran coberta a la seu al voltant rica en òxids metàl·lics. Foma part del corrent d'estels de l'Associació estel·lar de l'Ossa Major»
La lluminositat de 30 Herculis no és ben coneguda, podent estar compresa entre 2900 i 8700 vegades la del Sol, el primer dels valors més en concordança amb el seu tipus espectral. Així mateix és una variable semiregular de tipus SRB amb una variació en la seva lluentor entre magnitud +4,30 i +6,30. El període principal és de 89,2 dies i, superposat a ell, existeix un període més llarg d'uns 833 dies.